# Pakistan i olympiska vinterspelen 2010
Pakistan deltog med en deltagare vid de olympiska vinterspelen 2010 i Vancouver. Landets deltagare erövrade ingen medalj.

## Alpin skidåkning
- Muhammad Abbas